# Kote Cabezudo
José Juan Cabezudo Zabala o Kote Cabezudo (San Sebastián, 1948) es un fotógrafo de moda y desnudos. Fue condenado por delitos de abuso y agresión sexual, elaboración y difusión de pornografía infantil y delito de estafa a veintiuna víctimas, algunas de ellas menores de edad en el momento de los hechos. También fue declarado culpable de obstruir a la justicia, asustando a las denunciantes publicando imágenes suyas comprometedoras en redes sociales.

## Biografía
Estudió medicina y fue dentista de profesión en San Sebastián. Su consulta estaba decorada con retratos eróticos. Llevaba a pacientes jóvenes de la consulta al estudio fotográfico, durante estas sesiones desnudaba y agredía sexualmente a las jóvenes, en ocasiones junto con otras personas. Se hacía llamar «el Percuta». Era considerado un artista, promovido por personas poderosas y cercanas a él. Fotografió principalmente retratos y el cuerpo humano en blanco y negro, y siempre estuvo en el mundo de la moda. Éste fue el pretexto, el argumento, que utilizó para atraer a jóvenes modelos ignorantes de sus verdaderas intenciones y exponerlas. Una vez allí, instalaría cámaras ocultas para registrar las violaciones, utilizando diversas técnicas de engaño. En algunas ocasiones invitó a varios amigos: cocineros, periodistas, banqueros, empresarios, notarios, jueces, políticos. Kutxa, el Ayuntamiento de San Sebastián, la Diputación Foral de Guipúzcoa y varias otras instituciones editaron y subvencionaron sus álbumes, exposiciones y páginas web, difundiendo también públicamente fotografías tomadas a menores. Ha sido una figura muy asociada al poder y al mundo de la moda. Trabajó desde el principio con la agencia de modelos más prestigiosa de Guipúzcoa, la agencia First Models, que era la cantera de todos los modelos, hombres y mujeres, en Guipúzcoa y patrocinadora del concurso «Ojos Bonitos». Kote Cabezudo ha fotografiado desnudos a cientos de mujeres guipuzcoanas menores de edad.

## Juicio
Desde 2013 hasta el 10 de julio de 2019 el caso del fotógrafo estuvo tramitado en el Juzgado de Instrucción número 4 de San Sebastián (expediente 684/2013). Durante los primeros cinco años, la jueza Ana Isabel Pérez Asenjo se hizo cargo del caso, manteniendo en libertad a Kote Cabezudo mientras seguían produciéndose los delitos. En abril de 2018, la juez Pérez Asenjo fue apartada del caso por omisión del deber de perseguir delitos, y en su lugar asumió el caso Julián García Marcos. En dos semanas, el nuevo juez vio más de diez delitos en el mismo proceso y el 4 de mayo dictó cárcel preventiva para Kote Cabezudo. Fue condenado a dos años y tres meses de prisión por obstrucción a la justicia en febrero de 2019, sentencia de Guipúzcoa confirmada en julio.
Fue condenado por el Supremo a 28 años de cárcel, y a una indemnización de 116 000 euros por delitos de abuso y agresión sexual, elaboración y difusión de pornografía infantil y delito de estafa a siete víctimas, algunas de ellas menores de edad en el momento de los hechos.
El silencio sobre la instrucción fue total en San Sebastián y en todo el País Vasco, los medios rara vez mencionaban el caso contra Kote Cabezudo. El lado «artístico» de su obra fue vendido y difundido como cultura, durante décadas, por todas las emisoras de radio y periódicos de la localidad vasca. 
En toda España el conocimiento del caso fue nulo y el silencio general generalizado. SinFiltros.com, un portal independiente de Internet creado en Madrid en 2016, fue el primero en difundir el caso y desde su creación se ha comprometido a dar seguimiento al caso Kote Cabezudo. Sin Filtros fue seguido por It-Magazine. Publicaron vídeos y entrevistas, dando voz a algunas de las denunciantes. La sección «Caso Kote Cabezudo» de este portal tuvo mucha difusión a través de las redes sociales y una relativa repercusión, especialmente cuando el asunto salpicó al exalcalde de San Sebastián, entonces diputado, Odón Elorza, en abril de 2018.
En respuesta, Odón Elorza apareció en las principales emisoras de radio y periódicos del País Vasco, realizando una tumultuosa campaña de descrédito, difundiendo que lo publicado en el portal SinFiltros eran «fake news» inventadas en su contra por la extrema derecha en España. Nunca expresó credibilidad ni apoyo alguno hacia las agredidas. Elorza también anunció en todos los medios que presentará una demanda contra el director de SinFiltros, Melchor Miralles. A pesar de que Sin Filtros fue el único medio que les dio voz, el diputado solicitó que todos los vídeos del portal fueran eliminados de Internet. El portal recibió presiones y el director Melchor Miralles fue expulsado del portal SinFiltros en 2018 y posteriormente el portal desapareció. 

### La condena
El 27 de junio de 2022 la Audiencia Provincial de Guipúzcoa condenó al fotógrafo Kote Cabezudo a 28 años y dos meses de prisión, por los siguientes delitos: violación, abuso sexual, pornografía infantil y otros dos delitos de estafa a modelos. La fiscalía pidió una pena de prisión de más de 250 años. La acusación particular pedía 2.627 años. Fue absuelto de otros 217 delitos que se le imputaban. Las víctimas deberán ser indemnizadas con la cantidad de 116 000 euros.
El Tribunal Supremo rechazó el recurso presentado por la defensa de Kote Cabezudo por la sentencia de la Audiencia Provincial de Guipúzcoa.

## En la cultura popular
En mayo de 2023, la plataforma de streaming Netflix estrenó la miniserie documental En el nombre de ellas: El caso Kote Cabezudo sobre el caso judicial del fotógrafo de San Sebastián.